# Овсяница коротколистная
Овсяница коротколистная (лат. Festuca brachyphylla) — вид травянистых растений рода Овсяница (Festuca) семейства Злаки (Poaceae).

## Ботаническое описание

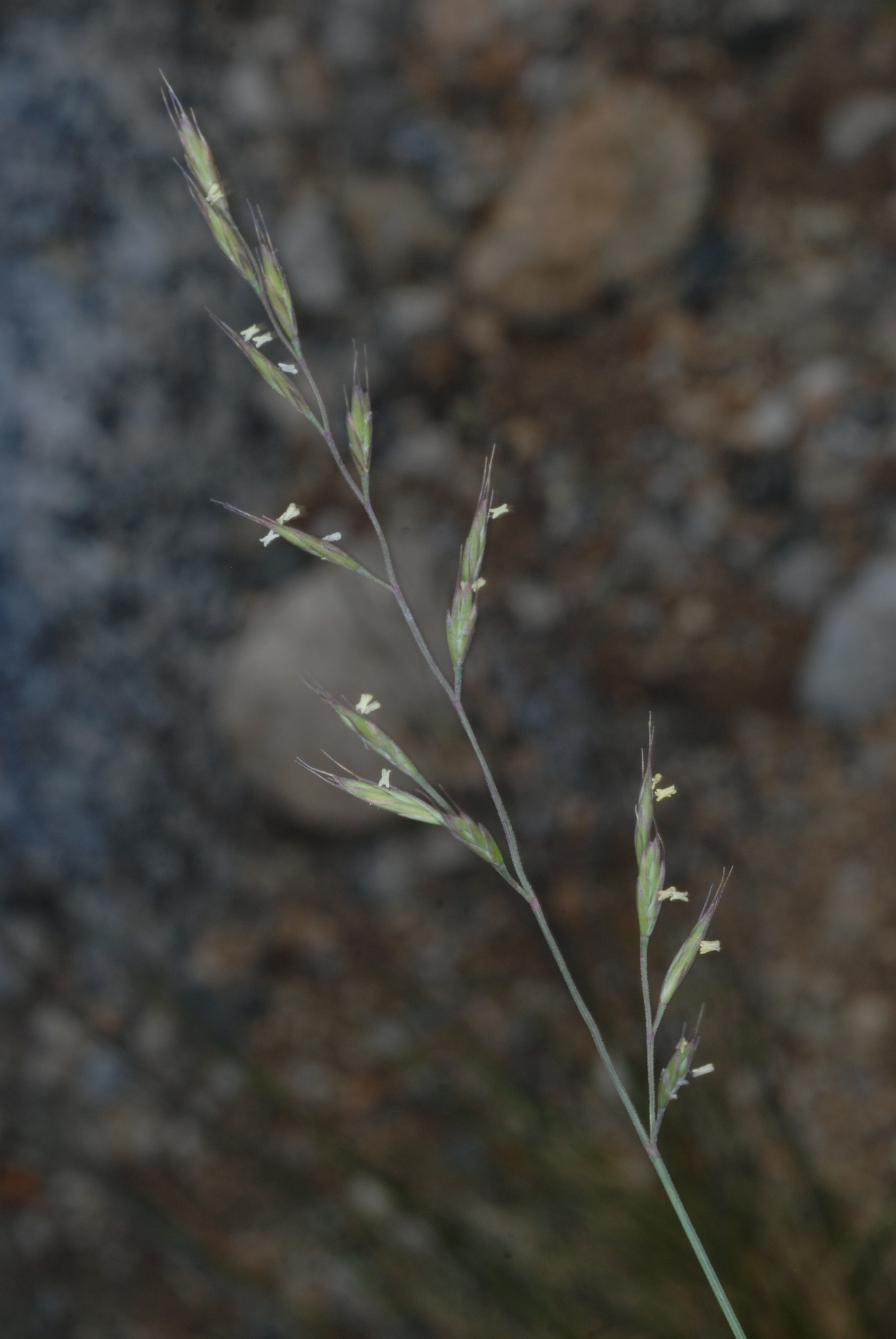
Соцветие

Многолетние травянистые растения. Корни тонко-мочковатые. Стебли низкие, голые, в верхней части обыкновенно фиолетово-покрашенные, 6—10 см высотой и 0,3—0,6 мм толщиной. Прикорневые листья (на бесстебельных прикорневых побегах) обыкновенно в 2—3 раза короче стебля, более или менее изогнутые, зелёные, гладкие, вдоль сложенные, узкие, почти нитевидные. 2—6 см длиной, редко длиннее, 0,3—0,5 мм шириной; стеблевые листья в числе 1—3, более короткие — 3—11 мм длиной, также вдоль сложенные и узкие.
Соцветие небольшое и узкое — 1,5—2,5 см длиной и 3—10 мм шириной, по большей части кистевидное, с короткими прижатыми одноколосковыми ветвями; реже нижние ветви несколько откинутые, в свою очередь 2—3-ветвистые, с 1 колоском на каждой вторичной веточке. Колоски обыкновенно окрашенные, тёмно-фиолетовые, редко зелёные, эллиптические, сжатые с боков, 4—6 мм длиной и 1,5—2 мм шириной; колосковые чешуйки немного неравные, эллиптически-ланцетовидные, острые, гладкие, по краям узко-плёнчатые, лоснящиеся, 2,5—3 мм длиной. Наружные прицветные чешуйки гладкие и лоснящиеся, продолговато-яйцевидные, постепенно заострённые, 3—3,5 мм длиной и затем переходящие в ость 1—2, редко до 3 мм длиной. Пыльники желтоватые, продолговато-эллиптические, 0,5—0,7, реже до 1 мм длиной, в 4—6 раз короче прицветной чешуйки.

## Распространение и экология
Евразия и Северная Америка. Свойственна полярно-арктической и альпийской областям, на лужайках и каменистых склонах, в тундрах.

## Значение и применение
На Камчатке поедается северным оленем (Rangifer tarandus).

## Синонимы
- Festuca brachyphylla var. arctica (St.-Yves) Litard. (1945)
- Festuca brachyphylla subsp. breviculmis Fred. (1983)
- Festuca brachyphylla subsp. coloradensis Fred. (1983)
- Festuca brachyphylla f. flavida Polunin (1940)
- Festuca brachyphylla var. groenlandica Schol. (1934)
- Festuca brevifolia R.Br. (1824), nom. illeg.
- Festuca brevifolia var. arctica St.-Yves (1925)
- Festuca groenlandica (Schol.) Fred. (1983)
- Festuca jensenii Gjaerev. & Ryvarden (1978)
- Festuca jouldosensis D.M.Chang (1978)
- Festuca ovina var. borealis Lange (1880)
- Festuca ovina subsp. brachyphylla (Schult. & Schult.f.) Piper (1906)
- Festuca ovina subsp. brevifolia (S.Watson) Hack. (1881)
- Festuca ovina var. brevifolia S.Watson (1871)
- Festuca ovina subsp. purpusiana St.-Yves (1925)
- Festuca ovina f. subspicata Lange (1887)